# Панарин, Сергей Алексеевич
Серге́й Алексе́евич Пана́рин (род. 30 сентября 1944, Сатка Челябинская область, СССР) — советский и российский востоковед. Кандидат исторических наук.

## Биография
В 1962 году окончил школу № 14 г. Сатки, тогда же поступил на исторический факультет Ленинградского гос. университета. В 1964—1967 служил в Вооруженных силах СССР.
В 1968—1969 годах работал по договорам в археологических экспедициях. С 1969 по 1976 г. — лаборант, ст. лаборант Института археологии АН СССР. В 1970—1971 гг. участвовал в работе Советско-Афганской археологической экспедиции, в 1974—1990 гг. — в работе Советско-Монгольской историко-культурной экспедиции
В 1974 г. окончил заочное отделение исторического факультета Московского гос. университета (кафедра новой и новейшей истории, специальность — «история»).
В 1976—1979 гг. обучался в аспирантуре с отрывом от производства в Институте востоковедения АН СССР (науч. рук. д. э. н. В. Г. Растянников). С декабря 1979 года по настоящее время — сотрудник Института востоковедения АН СССР / РАН.

## Научно-исследовательская деятельность
Отличительной особенностью научной карьеры С. А. Панарина была широта исследовательских интересов и периодическая смена исследовательских направлений — вплоть до изменения дисциплинарной специализации.
Со второго курса ЛГУ и до поступления в аспирантуру ИВ АН СССР специализировался на археологии Средней Азии эпохи неолита и бронзы, работал в Туркменистане, Таджикистане и Афганистане в археологических отрядах, руководителями которых были известные археологи И. Н. Хлопин, В. М. Массон, В. И. Сарианиди, Г. Н. Лисицына, В. А. Ранов. Первые научные публикации, вышедшие в те годы, были посвящены древней металлургии Ирана и Юго-Западной Туркмении.
В дипломной работе предпринял попытку рассмотреть причины Первой англо-афганской войны в контексте феномена русофобии в Англии первой половины XIX в.
В Институте востоковедения защитил в 1982 г.диссертацию на соискание степени кандидата исторических наук на тему «Неимущие слои деревни развивающихся стран Азии и Северной Африки в системе новых сельских общественных институтов (кооперативы, организации общинного развития, органы местного самоуправления)». Занимался продовольственной проблемой в развивающихся странах Востока, крестьянскими движениями в них, а также сельско-городской миграцией и городскими бунтами. В конце 1980-х гг. радикально изменил объект исследования, сосредоточившись на изучении социальных, политических и этнополитических процессов и ситуаций в республиках СССР, затем новых независимых государствах Центральной Азии, а также в Республике Бурятии. С 2008 г. акцент в исследовательской и научно-организационной деятельности С. А. Панарина снова сменился: от работы на страновом и региональном уровне он перешел к работе по проектно-проблемному принципу.

## Научно-организационная деятельность
В Институте востоковедения возглавлял Группу, затем Сектор по изучению отношений России со странами Востока (1992—1996) и Отдел стран СНГ (1996—2009). С 2009 г. и по настоящее время — заведующий созданным в том же году Центром исследования общих проблем современного Востока.
Был инициатором и в 1992—2002 гг. соорганизатором шести крупных международных конференций «Россия и Восток: проблемы взаимодействия», состоявшихся в Москве, Уфе, Челябинске, Омске, Новосибирске и Волгограде.
В 1992—1998 гг. являлся членом Форума по совместной безопасности (Common Security Forum  Архивная копия от 25 декабря 2014 на Wayback Machine) — всемирной по охвату сети исследователей и политиков, созданной для изучения изменений безопасности на всех её уровнях — от индивидуального до транснационального, — организованной по инициативе известного экономического историка, бывшего члена Комиссии Пальме Эммы Ротшильд  Архивная копия от 12 августа 2016 на Wayback Machine В рамках Форума, помимо собственной исследовательской работы, создал сеть социологических отрядов, возглавлявшихся сотрудниками ИВ РАН и в первой половине 1990-х гг. работавших в Дагестане, Башкортостане, Бурятии, Кыргызской Республике и Республике Крым.
В последние годы был организатором трех Международных исследовательских семинаров (workshop) в г. Суздале (2011, 2013 и 2014 г.) и двух международных конференций в Москве (на базе ИВ РАН и совместно с Ивановским гос. университетом в 2012 г., с Алтайским гос. университетом – в 2016 г.).

## Научно-издательская деятельность
В 1995 г. стал одним из соучредителей независимого научного журнала «Вестник Евразии»  Архивная копия от 21 августа 2016 на Wayback Machine и его бессменным главным редактором. Журнал был учрежден как междисциплинарное издание широкого тематического профиля, охватывающее историческую и современную жизнь пространства Евразии, понимаемого как пространство бывшего СССР. С 2000 г. выходил регулярно четыре раза в год и распространялся как в розницу, так и по подписке; перестал выходить с 2009 г. в связи с утратой источников финансирования. Всего за 1995—2008 гг. выпущено 42 номера журнала, напечатаны в общей сложности 408 статей, рецензий, обзоров и др. материалов, авторами которых были такие известные российские и зарубежные ученые, как С. Н. Абашин, В. О. Бобровников Архивная копия от 19 августа 2016 на Wayback Machine, А. Г. Вишневский, Д. Н. Замятин, Г. Г. Косач, Марлен Ларюэль, Н. Э. Масанов, Кэтрин Мерридейл, А. В. Ремнёв, Анатолий Хазанов , Эрик Хобсбаум, Кэролайн Хамфри , В. Л. Цымбурский и др.
В 2002 −2015 гг. был членом редакционного совета журнала Inner Asia .
С 2015 г. является членом редакционного совета издающегося в Санкт-Петербурге журнала рецензий «Историческая экспертиза» Архивная копия от 8 августа 2016 на Wayback Machine

## Образовательная деятельность
В 1997—2000 гг. в качестве приглашённого профессора читал курс лекций по политическому развитию Центральной Азии на летних школах Фонда Сорос-Казахстан в Алматы и Уральске.
В 2001 г. создал Автономную некоммерческую организацию "Образовательно-исследовательский и издательский центр «Вестник Евразии» Архивная копия от 8 мая 2020 на Wayback Machine, главной задачей которой, наряду с выпуском одноименного журнала, была разработка методики, организация и проведения так называемых Школ молодого автора — краткосрочных внефакультетских курсов для студентов старших курсов, аспирантов и молодых преподавателей в возрасте до 30 лет по овладению приемами и правилами академического письма, конкретно, написания научной статьи. Школы (сокращённо ШМА) проводятся с 2002 года, в двух форматах — общероссийском (доминировал до 2008 г.) и региональном (преобладающее значение получил в последние 7-8 лет). Всего за 2003—2018 гг. было проведено 54 школы; при средней численности обучающихся в одной Школе в 20 человек это означает, что ШМА закончили более 1000 человек. В целом, существуя практически на неформальной основе, Школа молодого автора отчасти заполнила большой пробел в вузовской подготовке. Опыт ее был обобщен в учебном пособии «Как писать научный текст: опыт Школы молодого автора»  Архивная копия от 21 октября 2016 на Wayback Machine, подготовленном преподавателями ШМА и вышедшем из печати в г. Иркутске в 2012) и 2014 г.

## Избранная библиография
Всего опубликовано свыше 200 работ.
1. Страны Востока: проблема обнищания крестьянства и попытки ее решения (автор). М.: Наука, 1985. — 164 с.
2. Города на Востоке. Хранители традиций и катализаторы перемен (соредактор и один из авторов). М.: Наука. 1990. — 280 с.
3. Россия и Восток: проблемы взаимодействия (отв. редактор и один из авторов) / Ин¬ститут востоковедения РАН — Научно-информационная фирма «Туран», М., 1993. Т. 1-2. — 414 с.
4. State, Religion and Society in Central Asia: A Post-Soviet Critique (соредактор и один из авторов). London: Ithaca Press, 1993. — 289 p.
5. Political Dynamics of the «New» East (1985—1993) // Central Asia and Transcaucasia: Ethnicity and Conflict. Ed. by Vitaly Naumkin. Westport (Conn.), London: Greenwood Press, 1994. P. 69-107).
6. Национально-культурное возрождение в республиках и территориальная целостность России // Вестник Евразии, 1996, № 2(3). С. 113—135. Архивная копия от 21 августа 2016 на Wayback Machine
7. Безопасность и этническая миграция в Россию // Pro et Contra, 1998. Т. 3, № 4. С. 5-27.
8. В движении добровольном и вынужденном. Постсоветские миграции в Евразии. М.: Наталис, 1999 (соредактор и один из авторов). — 320 с.
9. Политическое развитие государств Центральной Азии в свете географии и истории региона // Вестник Евразии, 2000. № 1 (8). С. 90-132. Архивная копия от 21 августа 2016 на Wayback Machine
10. Миграция и безопасность в России / Московский Центр Карнеги, М.: Интердиалект +, 2000 (соредактор и один из авторов). — 342 с.
11. The Rural Economy of the Tunka Valley in a Time of Transition and Crisis // Russian Vision of the Transition in the Rural Sector: Structures, Policy Outcomes and Adaptive Responses. Ed. by L. Alexander Northworthy. Washington: World Bank, 2000. P. 188—201.
12. Satrapi centroasiatica giocano gli Americano contro I rissi // Limes. Rivista italiano di geopolitica, 2002, # 3: Il triangolo di Osama: USA / Russia / Cina. P. 48-61.
13. Евразия: люди и мифы. (Сб. статей из журнала «Вестник Евразии») (составитель, отв. редактор и один из авторов). М.: Наталис, 2003. — 606 с. Переиздано в Монголии на русском языке под тем же названием (Улаанбаатар: Адмон, 2005. — 480 с.)
14. Байкальская Сибирь: из чего складывается стабильность (соредактор и один из авторов). М.- Иркутск: Наталис, 2005. — 320 с.
15. Acta Eurasica: une contribution implicite au discours sur l’Eurasie // Eurasie: Espace mythique ou réalité en construction. Sous la direction de Wanda Dressler. Bruxelles: Etablishment Emile Bruylant, 2009. P. 145—156.
16. В поисках России: серия публикаций к дискуссии об идентичности. Т. 3. Восточная Россия — Дальний Восток (составитель, отв. редактор и один из авторов). СПб.: Интерсоцис, 2011. — 496 с. Архивная копия от 14 сентября 2016 на Wayback Machine
17. Русский язык в постсоветском мире: уход и возвращение? Опыт Монголии. Материалы Международной научно-практической конференции, Улаанбаатар, 15-16. 09. 2010 (отв. редактор и один из авторов). Улаанбаатар: Монгольский государственный университет науки и технологии, 2012. — 206 с. Архивная копия от 18 августа 2016 на Wayback Machine
18. Бурятия 1990-х: миграционный опыт одного села (по материалам полевого исследования) // Демографическое пространство Азии: история, современность, гипотезы будущего]. Вып. 2. Сб. материалов международ. научной конф. 3-7 июля 2011 г. Отв. ред. В. А. Ламин. Новосибирск: Ин-т истории СО РАН, 2012. С. 161—187. Архивная копия от 28 декабря 2016 на Wayback Machine
19. Безопасность как ценность и норма: опыт разных эпох и культур (Материалы Международного семинара, г. Суздаль,15-17 ноября 2011 г.) (отв. редактор и один из авторов). СПб.: Интерсоцис, 2012. — 296 с. Архивная копия от 19 августа 2016 на Wayback Machine
20. Как писать научный текст: опыт Школы молодого автора. Учебно-методическое пособие (составитель, отв. редактор и один из авторов). Иркутск: Оттиск, 2012. — 240 с. Архивная копия от 21 октября 2016 на Wayback Machine
21. Garibaldi in Russia: dall’esaltqazione all’oblio? // Il Risorgimento visto dagli altri / a cura di Matilda Dillon e Gulio Ferroni. Roma: Edizione di storia e litteratura, 2013. P. 273—294.
22. Трансграничные вызовы национальному государству (автор проекта, науч. и литерат ред, автор предисловия). СПб.: Интерсоцис, 2015. — 390 с.f Архивная копия от 15 апреля 2021 на Wayback Machine
23. Эдвард Саид: книга софизмов // Историческая экспертиза, 2015, № 2 (3). С. 78-105. Архивная копия от 10 августа 2016 на Wayback Machine
24. Восток на Востоке, в России и на Западе: трансграничные миграции и диаспоры (автор проекта, науч. и литер. ред., автор предисловия). СПб.: Нестор-история. 2016. — 304 с. Архивная копия от 10 января 2020 на Wayback Machine
25. К ультурная жизнь в малом провинциальном моногороде Южного Урала // Русская провинция: pro et contra: коллективная монография / под ред. У. Перси, А.В. Полонского. Белгород: ИД «Белгород» НИУ «БелГУ», 2017. С. 93–110. Архивная копия от 17 апреля 2018 на Wayback Machine
26. В королевском Афганистане. Статья-воспоминание // Диалог со временем. 2018,    вып. 62. С. 329–352.
27. От века бронзового до века цифрового: феномен миграции во времени. Коллективная монография. Сост., лит., науч. ред. автор введения Миграции на шкале longue durée, заключения Миграция во времени: мысли вдогонку и указателей. Барнаул: Изд-во Алт ун-та, 2018. 436 Архивная копия от 28 ноября 2019 на Wayback Machine с.
28. Одинокий голос Флаутино или Пристрастные заметки о стихах Ирины Кадочниковой // Вестник Удмуртского ун-та. Серия История и Филология. 2019. Т. 29, вып. 3. С. 505–516.
29. Виктор Сарианиди: Поиск как жизнь (статья-воспоминание о великом археологе) // Теория и практика археологических исследований. 2019. Т. 27, № 3. С. 174–193. Архивная копия от 22 декабря 2019 на Wayback Machine